# Somerville (Indiana)
Somerville es un pueblo ubicado en el condado de Gibson en el estado estadounidense de Indiana. En el Censo de 2010 tenía una población de 293 habitantes y una densidad poblacional de 356,87 personas por km².

## Geografía
Somerville se encuentra ubicado en las coordenadas 38°16′42″N 87°22′35″O / 38.27833, -87.37639. Según la Oficina del Censo de los Estados Unidos, Somerville tiene una superficie total de 0.82 km², de la cual 0.82 km² corresponden a tierra firme y (0.63%) 0.01 km² es agua.

## Demografía
Según el censo de 2010, había 293 personas residiendo en Somerville. La densidad de población era de 356,87 hab./km². De los 293 habitantes, Somerville estaba compuesto por el 98.63% blancos, el 0.34% eran afroamericanos, el 0.34% eran amerindios, el 0% eran asiáticos, el 0% eran isleños del Pacífico, el 0.34% eran de otras razas y el 0.34% pertenecían a dos o más razas. Del total de la población el 2.39% eran hispanos o latinos de cualquier raza.